# Engineering News-Record

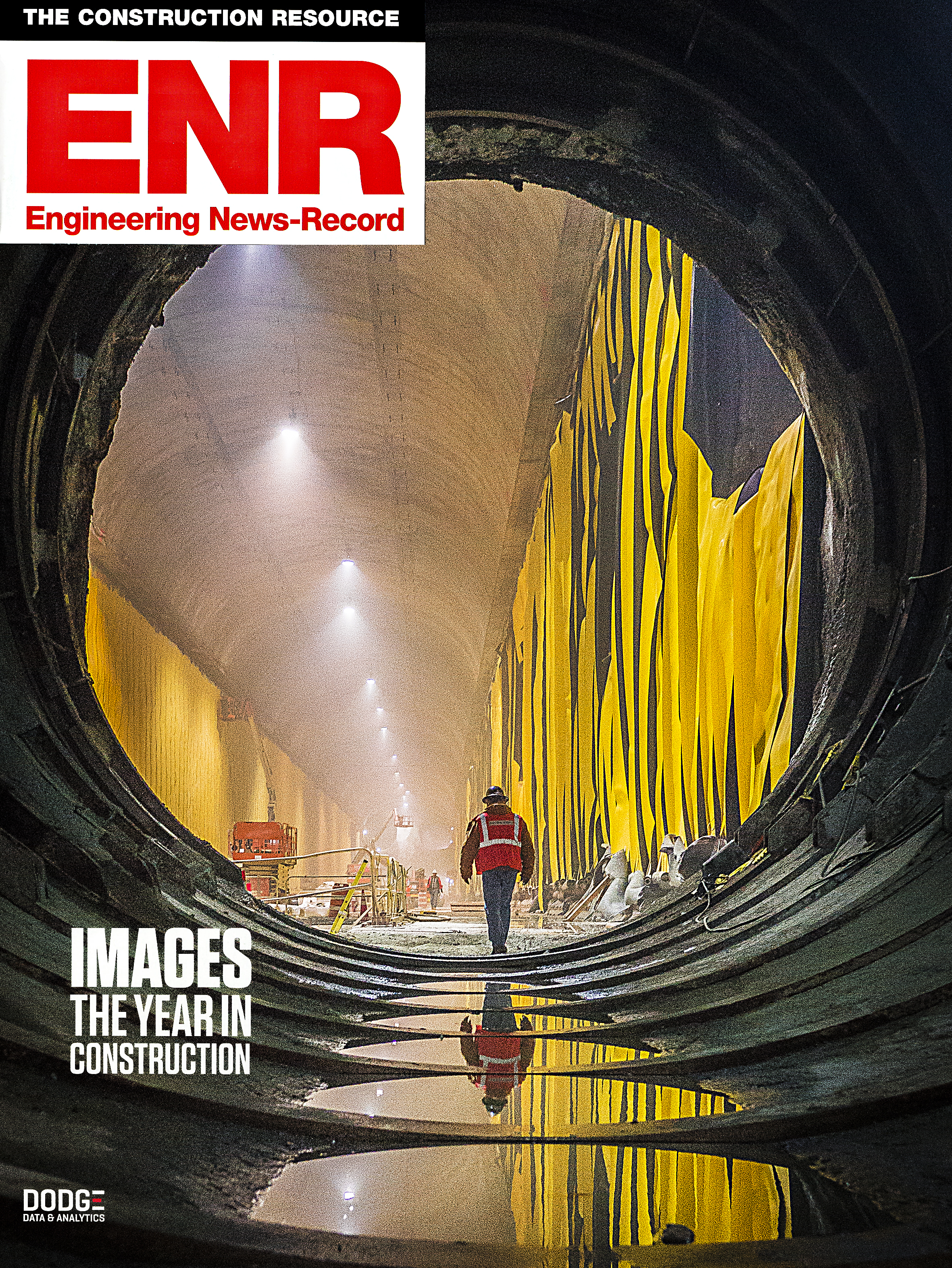
Cover von Engineering News-Record

Engineering News-Record (ENR) ist eine seit 1917 erscheinende Wochenzeitschrift für Bauwesen, die in New York City (Manhattan) erscheint.
Die Zeitschrift entstand aus der Zusammenlegung zweier Zeitschriften:
- Die seit 1874 erscheinende The Engineer and Surveyor, später umbenannt in The Engineer, Architect and Surveyor, Engineering News and American Railway Journal und schließlich Engineering News. Zuletzt wurden sie von Hill Publishing herausgegeben.
- Das The Plumber and Sanitary Engineer, später umbenannt in The Sanitary Engineer, dann Engineering and Building Record und schließlich Engineering Record. Zuletzt wurden sie von McGraw herausgegeben.

Engineering News-Record entstand aus der Fusion beider Zeitschriften bei der Fusion der Verlage zu McGraw-Hill. Der Verlag verkaufte ihre Sparte Bauwesen (die auch den Architectural Record herausgab) 2014, und seit 2015 gehören sie zu BNP Media.
Die Auflage betrug 2015 rund 62.200.
Sie veröffentlichen Rankings von Baufirmen und Personen der Bauindustrie und Awards of Excellence. Jedes Vierteljahr werden auch Analysen der Preise von Baumaterialien sowie sonstiger Kosten veröffentlicht. Es wird nicht nur der US-Markt behandelt, sondern auch die internationale Entwicklung.
Die ISSN ist 	0891-9526.

## Weblink
- Offizielle Website